# Durlstodon
Durlstodon – kopalny rodzaj ssaka wyższego, odkryty w 2015 roku podczas prac paleontologicznych prowadzonych przez studenta University of Portsmouth, Granta Smitha, w osadach Wybrzeża Jurajskiego, położonego w Dorset, na południowej linii brzegowej Anglii. Ssak ten żył około 145 mln lat temu i prawdopodobnie dał początek wielu liniom ssaków.
Podczas prowadzonych prac badawczych na terenie Wybrzeża Jurajskiego Grant Smith odkrył dwa dobrze zachowane zęby trzonowe trybosfeniczne, o wysokim poziomie rozwoju ewolucyjnego, których wygląd nie pasował do typów uzębienia odnajdywanych wcześniej w tym terenie. Identyfikacji znaleziska jako szczątków dwóch ssaków żyjących w epoce wczesnej kredy dokonał Steven C. Sweetman, profesor University of Portsmouth. Pierwszy gatunek otrzymał nazwę Durlstodon ensomi, zaś drugi Durlstotherium newmani. Po raz pierwszy obydwa gatunki opisano naukowo w listopadzie 2017 roku na łamach „Acta Palaeontologica Polonica”. Nazwa rodzajowa Durlstodon stanowi odniesienie do Durlston Bay, zlokalizowanej w hrabstwie Dorset, na terenie którego pozyskano holotyp i jedyną próbkę, oraz greckiego przyrostka odontos („zęby”). Epitet gatunkowy ensomi jest eponimem mającym na celu upamiętnienie Paula Ensoma i podkreślenie jego wkładu w badania paleontologiczne na terenie Purbeck.